# Rita Levi-Montalcini

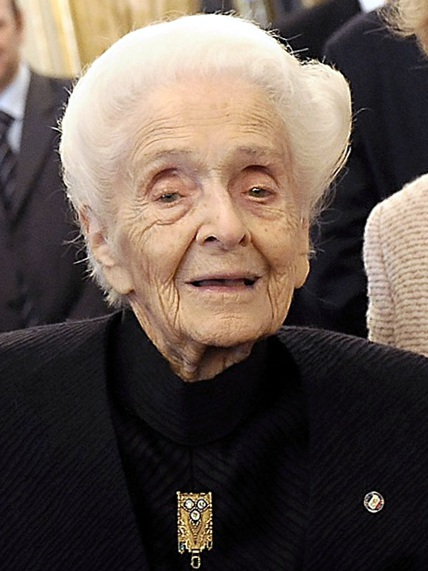
Rita Levi-Montalcini (2009)

Rita Levi-Montalcini (* 22. April 1909 in Turin, Italien; † 30. Dezember 2012 in Rom) war eine italienische Medizinerin und Neurobiologin. Sie entdeckte für das Zellwachstum zuständige körpereigene Wachstumsfaktoren und wurde 1986 gemeinsam mit Stanley Cohen mit dem Albert Lasker Award for Basic Medical Research und dem Nobelpreis für Medizin und Physiologie ausgezeichnet. Sie wurde 2001 als zweite Frau zur Senatorin auf Lebenszeit in Italien ernannt.

## Leben
Rita Levi-Montalcini und ihre Zwillingsschwester Paola Levi-Montalcini (1909–2000), eine bekannte Künstlerin, entstammten einer sephardischen Familie. Ihre Eltern waren der jüdische Ingenieur und Mathematiker Adamo Levi und seine Frau Adele Montalcini. Zur Familie zählten auch ihr Bruder Gino (1902–1974) und die Schwester Anna (1905–2000). Als ihr Kindermädchen Giovanna unheilbar an Krebs erkrankte, beschloss die 19-jährige Rita Levi, Medizin zu studieren. 1936 beendete sie ihr 1930 begonnenes Medizinstudium in Turin, wo sie Schülerin des Histologen Giuseppe Levi war, und widmete sich anschließend der neurologischen Grundlagenforschung. Da Mussolini jüdischen Frauen den Zugang zu akademischen Positionen verweigerte, zog sie 1936 nach Belgien und arbeitete als Gastwissenschaftlerin an einem neurobiologischen Institut in Brüssel. Kurz vor der deutschen Invasion kehrte sie nach Italien zurück, wo sie auch in ihrer Privatwohnung weiterforschte. Zwischen 1943 und 1945 lebte sie illegal in Florenz.
Nach Kriegsende kämpfte sie in Flüchtlingslagern gegen Seuchen und Epidemien. Von 1969 bis 1979 leitete sie u. a. in Rom das Laboratorium für Zellbiologie des Nationalen Forschungsrates. Ihre Forschungsarbeit konzentrierte sich auf zelluläre Nachrichtenübertragung und Steuerungsmechanismen des Zell- und Gewebewachstums. Sie entdeckte den Epidermal Growth Factor (EGF), den Nervenwachstumsfaktor (NGF), ein Polypeptid, und prägte zusammen mit Viktor Hamburger den Begriff „Neurotrophin“. Für die Isolierung und Charakterisierung des Nervenwachstumsfaktors wurde sie mit dem Nobelpreis ausgezeichnet. Sie war Mitglied der Accademia Nazionale dei Lincei, Rom. Die Atheistin Levi-Montalcini wurde 1974 von Papst Paul VI. als erste Frau überhaupt in die Päpstliche Akademie der Wissenschaften berufen.

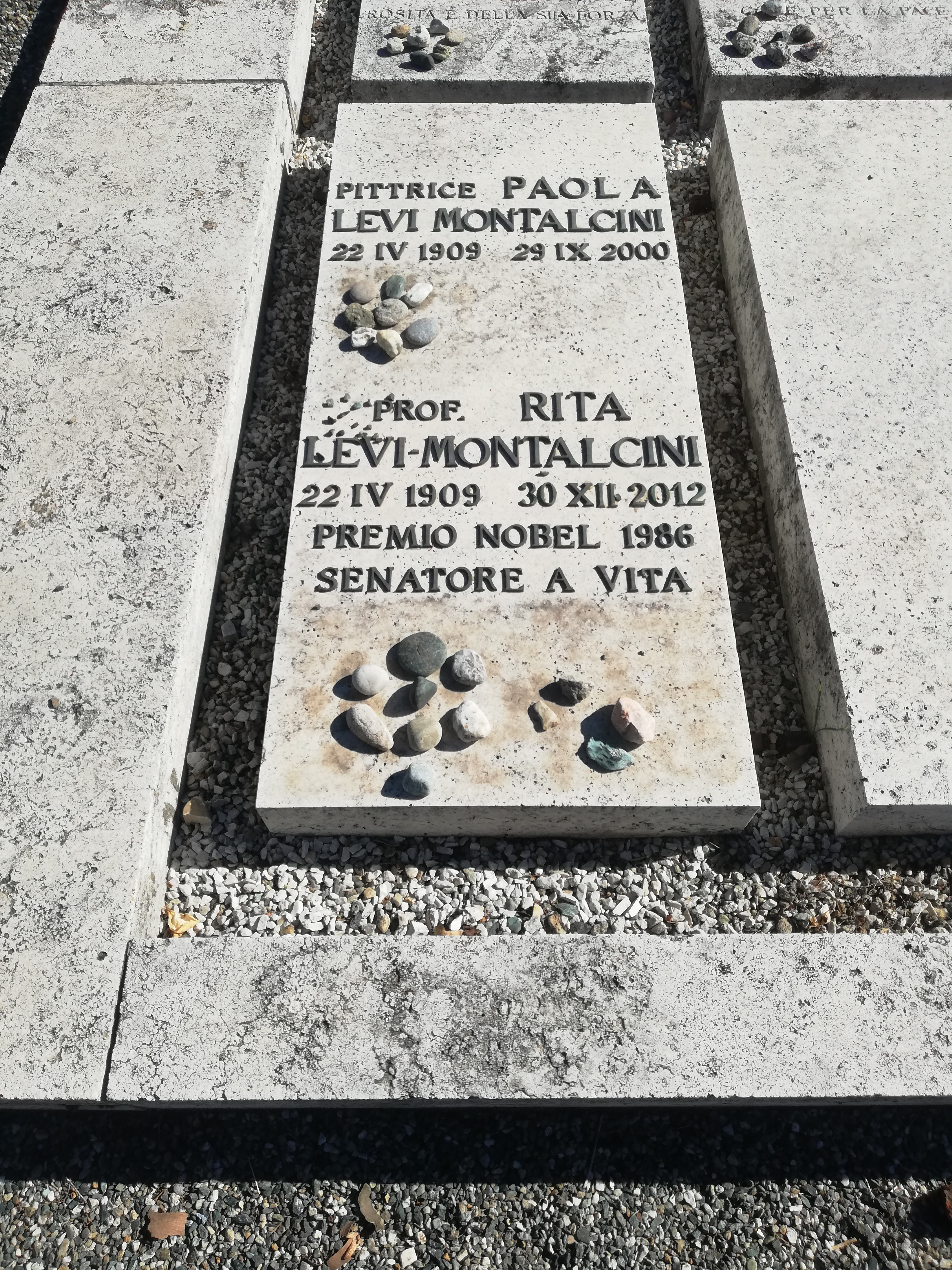
Grab der Schwestern Paola und Rita Levi-Montalcini

Im August 2001 wurde sie von Staatspräsident Carlo Azeglio Ciampi zur Senatorin auf Lebenszeit ernannt. 2006 sollte sie die konstituierende Sitzung des Parlaments als Alterspräsidentin leiten. Sie verzichtete jedoch zu Gunsten von Oscar Luigi Scalfaro auf diese Ehre. 2008 verzichtete sie erneut darauf.
Nach dem Tod von Józef Rotblat 2005 war Levi-Montalcini die älteste lebende Person, die einen Nobelpreis empfing. Seit dem 4. Mai 2008 war sie älter als der bis dahin älteste aller Nobelpreisträger, Tadeusz Reichstein. Sie war die erste Person, die einen Nobelpreis erhielt und über 100 Jahre alt wurde.
Rita Levi-Montalcini starb Ende 2012 im Alter von 103 Jahren und sie wurde zu ihrer Zwillingsschwester Paola auf dem Cimitero monumentale di Torino in ihrer Heimatstadt Turin beigesetzt.

## Weitere Auszeichnungen (Auswahl)
- 1966: Mitglied der American Academy of Arts and Sciences
- 1968: Mitglied der National Academy of Sciences
- 1969: Antonio-Feltrinelli-Preis
- 1974: Aufnahme als Ordentliches Mitglied in die Päpstliche Akademie der Wissenschaften
- 1982: Rosenstiel Award
- 1983: Louisa-Gross-Horwitz-Preis
- 1985: Ralph-W.-Gerard-Preis
- 1986 Komtur und 1987 Großkreuz des Verdienstordens der Italienischen Republik
- 1986: Mitglied der American Philosophical Society
- 1987: National Medal of Science
- 1989: Ausländisches Mitglied der Académie des sciences
- 1989: Mitglied der Academia Europaea[4]
- 1995: Auswärtiges Mitglied der Royal Society[5]
- 2008: Großoffizier der Ehrenlegion
- Großkreuz des Ordens de Isabel la Católica

Am 30. Januar 2010 wurde der Asteroid (9722) Levi-Montalcini nach ihr benannt.

## Zitat
„Die Frauen, die die Welt verändert haben, mussten nie etwas "zeigen", außer ihrer Intelligenz.
Der Körper spielt keine Rolle, was zählt, ist der Geist.“

## Werke
Rita Levi-Montalcini schrieb mehrere Bücher, darunter:
- Ich bin ein Baum mit vielen Ästen. Das Alter als Chance. (Originaltitel: L'asso nella manica a brandelli, übersetzt von Christel Till-Galliani). Piper, München/Zürich 1999, ISBN 3-492-04121-3, als Taschenbuch zuletzt unter dem Titel: Die Vorzüge des Alters. Leistungsfähigkeit und geistige Aktivität ein Leben lang. Piper-TB 4388, München/Zürich 2005, ISBN 3-492-24388-6.

## Belege
1. ↑  Medizin-Nobelpreisträgerin Levi-Montalcini gestorben (Memento vom 7. April 2014 im Internet Archive)
2. ↑  Vatikan würdigt Rita Levi-Montalcini. In: archivioradiovaticana.va. Radio Vatikan, 31. Dezember 2012, abgerufen am 15. Januar 2023.
3. ↑  Klaus Nerger: Das Grab von Rita Levi-Montalcini. In: knerger.de. Abgerufen am 15. Januar 2023.
4. ↑  Rita Levi-Montalcini. In: ae-info.org. Academia Europaea, abgerufen am 15. Januar 2023 (englisch).
5. ↑  Eintrag zu Levi-Montalcini, Rita (1909–2012) im Archiv der Royal Society, London (englisch)
6. ↑  La Professoressa (Memento vom 24. August 2011 im Internet Archive)

| Personendaten    | Personendaten                           |
| ---------------- | --------------------------------------- |
| NAME             | Levi-Montalcini, Rita                   |
| KURZBESCHREIBUNG | italienisch-amerikanische Neurobiologin |
| GEBURTSDATUM     | 22. April 1909                          |
| GEBURTSORT       | Turin, Italien                          |
| STERBEDATUM      | 30. Dezember 2012                       |
| STERBEORT        | Rom, Italien                            |